# Okręg Hawr
Okręg Hawr (fr. Arrondissement du Havre) – okręg w północnej Francji. Populacja wynosi 403 tysiące.

## Podział administracyjny
W skład okręgu wchodzą następujące kantony:
- Bolbec,
- Criquetot-l'Esneval,
- Fauville-en-Caux,
- Fécamp,
- Goderville,
- Gonfreville-l'Orcher,
- Hawr-1,
- Hawr-2,
- Hawr-3,
- Hawr-4,
- Hawr-5,
- Hawr-6,
- Hawr-7,
- Hawr-8,
- Hawr-9,
- Lillebonne,
- Montivilliers,
- Ourville-en-Caux,
- Saint-Romain-de-Colbosc,
- Valmont.